# Snickers
Snickers (англ. Snickers [snɪkərz], рус. «Сни́керс») — марка шоколадных батончиков с жареным арахисом (также с подсолнечными семечками, фундуком, миндалём), карамелью и нугой, покрытых сверху молочным шоколадом. Продажи Snickers в 2005 году по всему миру ежегодно составляли около 2 миллиардов долларов.
В Великобритании, на Острове Мэн и в Ирландии до 1990 года продукт продавался под названием Marathon. Позже этот батончик стал продаваться по всему миру под названием Snickers. В 1990-е годы активно продвигался, и был популярен в странах бывшего СССР среди массового потребителя, не избалованного разнообразием кондитерских изделии.
Торговая марка принадлежит компании Mars Incorporated, под ней также выпускаются другие шоколадные продукты: мороженое (с 1984 года) , напиток. На национальных рынках встречаются батончики Snickers с разным составом: например, пасхальный вариант в виде яйца (Snickers Egg) и Snickers с арахисовой пастой. Почти на всех рынках представлен Snickers, покрытый белым шоколадом.

## История
Батончик Snickers впервые был изготовлен в 1923 году в США кондитером Франклином Марсом, но его массовое производство начато только в 1930 году. Название новому батончику было дано по кличке любимой лошади семьи Марс. В ноябре 1929 года в Чикаго была построена шоколадная фабрика, на которой первыми стали изготавливаться шоколадные батончики Snickers. К началу XXI века чикагская шоколадная фабрика выпускала 560 сладостей в минуту на отдельной поточной линии. На советском рынке представлен по меньшей мере с начала 1991 года.
В 1995 году вышел эпизод киножурнала Ералаш «Сила воли», где батончик Snickers лежит в основе сюжета.
В 2009 году в Великобритании массу батончиков «Сникерс» и «Марс» уменьшили на 7,5 %, при этом цена осталась прежней. Производители объяснили это заботой о здоровье граждан, чтобы те не переедали.
В феврале 2016 года в 55 странах отозваны продукты Mars, Snickers, Milky Way Minis, Miniatures по причине возможных включений пластика. В числе прочих продукция была отозвана с рынков Нидерландов, Бельгии, Великобритании, Вьетнама, Германии, Испании, Италии, Франции и Шри-Ланки.